# Boardman, Ohio
Boardman är en så kallad census-designated place i Mahoning County i Ohio. Vid 2010 års folkräkning hade Boardman 35 376 invånare.